# Tumpang (Tumpang)
Tumpang is een bestuurslaag in het regentschap Malang van de provincie Oost-Java, Indonesië. Tumpang telt 12.411 inwoners (volkstelling 2010).